# Xi Columbae
Xi Columbae ( ξ Columbae, förkortat Xi Col,  ξ Col) som är stjärnans Bayerbeteckning, är en dubbelstjärna belägen i mellersta delen av stjärnbilden Duvan. Den har en skenbar magnitud på 4,97 och är synlig för blotta ögat där ljusföroreningar inte förekommer. Baserat på en årlig parallaxförskjutning på 9,80 mas, beräknas den befinna sig på ett avstånd av 330 ljusår (102 parsek) från solen.

## Nomenklatur
För tidigare arabiska astronomer bildade Xi Columbae, tillsammans med Furud (Zeta Canis Majoris), Lambda Canis Majoris, Delta Columbae, Gamma Columbae, Theta Columbae, Kappa Columbae, Lambda Columbae och My Columbae asterismen Al Ḳurūd (ألقرد- al-qird), ”aporna”.

## Egenskaper
Primärstjärnan Xi Columbae A är en orange till röd jättestjärna av typ K och av spektralklass  K1 III CNII  Det är medlem i supergruppen HR 1614 och visar ett överskott av cyanid. Stjärnan har en uppskattad radie som är 14,63 gånger solens radie. Den avger omkring 132 gånger mer energi än solen från dess yttre atmosfär vid en effektiv temperatur på 4 659 K.
Följeslagaren Xi Columbae B har en massa på minst 59 procent av solen med en omloppsperiod på 1 420,6 dygn och en excentricitet på 0,39.